# Hazarasp
Hazarasp (Mil Cavalls) fou una antiga ciutat de Coràsmia a la riba esquerra de l'Oxus o Amudarià. Era una plaça forta que estava rodejada d'una rasa i només tenia una porta d'accés. Al segle X ja l'esmenten Istakhri, Mukaddasi i Yakut i després Abu l-Fida.
Mahmud de Gazni hi va derrotar els corasmis el juny de 1017 i va ocupar el país. Sandjar el sultà seljúcida va assetjar la ciutat (octubre/novembre de 1147) en la guerra contra el xa Atsiz. Muhàmmad de Coràsmia va derrotar l'exèrcit gúrida a la vora d'Hazarasp el 1204 i els derrotats es van haver de retirar.
Ocupada pels mongols el 1221 va perdre importància però va subsistir fins a l'actualitat. Sota els uzbeks fou una de les places fortes del país i residència d'un dels prínceps arabshàhides. Mc Gahan la descriu com a molt pintoresca amb unes muralles irregulars rodejades d'aigua. L'entrada principal seguia amb un carrer llarg i estret amb botigues a cada costat; la calçada era de pedres grans amb torres als costats. La ciutat estava totalment a l'interior de les muralles i era gairebé totes les cases pobres i de fang. Està a uns 15 km del riu i uns 60 de Khivà. Hi havia un palau sense res remarcable. Al segle xviii el càrrec d'Inak comportava ex offició el de governador d'Hazarasp.
En temps de la Unió Soviètica formava un kixlak i el cercle de Hazarasp al districte de Khorezm a l'RSS de l'Uzbekistan, amb estació de ferrocarril. Avui forma part de l'Uzbekistan.